# Pultenaea viscidula
Pultenaea viscidula är en ärtväxtart som beskrevs av Tate. Pultenaea viscidula ingår i släktet Pultenaea och familjen ärtväxter. Inga underarter finns listade i Catalogue of Life.